# Късодръжков магарешки бодил
Късодръжковият магарешки бодил (Carduus acanthoides), също обикновен магарешки бодил е двугодишно растение от семейство  Сложноцветни. Растението произхожда от Европа и Азия и е въведено в много други области, където понякога се смята за инвазивен вид.
Включено е в списъка на лечебните растения съгласно Закона за лечебните растения.

## Описание
Обикновеният магарешки бодил може да достига над 2 м височина и да образува плевелни монотипни насаждения. Стъблото и листата са бодливи. Видовото име acanthoides означава „бодлив“ и се отнася до бодливата му зелена част. Растението започва от плоска, основна розетка, от които израства изправеното стъбло с рядко разположени назъбени, бодливи листа.  Листата са между 10 и 20 см дълги с ръбове с дялани или пересто разделени. Долната страна на листа е леко влакнеста.
На върха на всеки клон на стъблото има съцветие от една до няколко цветни глави, всяка закръглена, покрита с бодливи листа и носеща много нишковидни, лилави или розови дискови цветчета. Всяка цветна глава е с радиус около 13 – 25 мм.
Растението цъфти през цялото лято и началото на есента. Разпространява се чрез семената си. Всяко растение създава около 1000 семена. След цъфтежа и засаждането на семена умира. 

## Разпространение и местообитание
Късодръжковият магарешки бодил произхожда от Франция, Италия и западна Турция; през Русия и Казахстан, чак до Китай. В естествения си ареал растението се среща в открити тревни съобщества и нарушени зони, а в неместни ареали е плевел на едногодишни пасища, крайпътни полета и нарушени зони.
Растението е въведено широко в голяма част от Северна Америка, където понякога се смята за вреден плевел или инвазивен вид. Растението обаче има благотворно въздействие върху местните пчели на континента.